# Olgiata Golf Club
De Olgiata Golf Club (Circolo Golf di Roma) is een Italiaanse golfclub buiten Rome.
De club is in 1961 opgericht, de baan werd in 1962 geopend. Er is een 18 holesbaan met een par van 72 en een 9 holesbaan met een par van 36. De oorspronkelijke baan werd aangelegd door Charles Ken Cotton en Frank Pennink en later aangepast door Jim Fazio.
De baan ligt ten noordwesten van de stad, zo'n 16 km buiten de randweg.

## Internationale wedstrijden
- 1964: Eisenhower Trophy
- 1968: World Cup, gewonnen door de Canadezen Al Balding en George Knudson, nummer 2 werden de Amerikanen Lee Trevino and Julius Boros.
- 1973: Italiaans Open van de European Tour, gewonnen door Tony Jacklin
- 1984: World Cup, gewonnen door de Spanjaarden José Maria Cañizares en Jose Rivero
- 1989-1991: Rome Classic van de Ladies European Tour
- 2002: Italiaans Open van de Europese Tour, gewonnen door Ian Poulter
- 2010: Roma Golf Open van de Europese Challenge Tour, gewonnen door Andreas Hartø
- 2014: EMC Golf Challenge Open (Challenge Tour)